# Logarska Dolina
Logarska Dolina är ett berg och en backhoppningsanläggning i Ljubno ob Savinji i Slovenien och även namnet på dalen som backarna ligger i. Världscupen i backhoppning för kvinnor har anordnats här varje år sedan 2012 med undantag för säsongen 2014/2015 då backen var under renovering.
Backen behövde renoveras då certifikatet från Internationella skidförbundet (FIS) utgick 2015. Renoveringen blev klar till säsongen 2015/2016. De tidigare planerna att bygga ut backen till backstorlek 105 meter övergavs av finansiella anledningar men ett nytt domartorn och hiss byggdes och backen försågs även med plastmatta för att kunna användas året runt. Hemmaklubben är SSK Ljubno BTC men backen används också av SSK Alpina Ziri från Žiri då deras största backe är en K-60.